# Heterotyphlum eurycheilum
Heterotyphlum eurycheilum är en rundmaskart som beskrevs av Olsen. Heterotyphlum eurycheilum ingår i släktet Heterotyphlum och familjen Anisakidae. Inga underarter finns listade i Catalogue of Life.